# Cornelis Cornelisz. de Lange (1629-1682)
Cornelis Cornelisz. de Lange (Gouda, gedoopt 30 mei 1629 - aldaar, 5 maart 1682) was burgemeester van de Noord-Nederlandse stad Gouda. Ook was hij Statenlid, bewindhebber bij de West-Indische Compagnie en lid van de Raad van State.

## Biografie
De Lange was een telg uit een regentengeslacht, waarvan de leden gedurende drie eeuwen een rol speelden in het stadsbestuur van Gouda. Hij was de enige zoon van de burgemeester van Gouda Cornelis de Lange en Aaltje Cincq. Hij maakte van 1660 tot zijn overlijden in 1682 deel uit van de Goudse vroedschap. In die periode vervulde hij diverse bestuurlijke functies. Zo werd hij zevenmaal tot schepen verkozen en vijfmaal tot burgemeester. Hij vertegenwoordigde Gouda van 1677 tot 1679 in de Staten van Holland. Namens Holland was hij van 1677 tot 1680 lid van de Raad van State. Van 1677 tot zijn overlijden was hij bewindhebber bij de West-Indische Compagnie. Ook was hij in 1676 regent van het oudemannenhuis te Gouda en van 1668 tot 1670 lid van de Admiraliteit van Amsterdam.
De Lange trouwde op 14 april 1654 in Leiden met Maria Elsevier een dochter van Bonaventura Elsevier en Sara van Keulen. Hun zoon Cornelis werd net als zijn vader burgemeester van Gouda en lid van de Raad van State. Een van de nakomelingen van Cornelis de Lange en Maria Elsevier was De Lange van Wijngaarden de latere geschiedschrijver van Gouda, maar die bovenal bekend zou worden als commandant van het vrijcorps van Gouda bij de aanhouding van Wilhelmina van Pruisen bij Goejanverwellesluis.